# Condado de Dorchester (Carolina do Sul)
O Condado de Dorchester é um dos 46 condados do Estado americano da Carolina do Sul. A sede do condado é St. George, e sua maior cidade é Summerville. O condado possui uma área de 1 494 km² (dos quais 5 km² estão cobertos por água), uma população de 96 413 habitantes, e uma densidade populacional de 25 hab/km² (segundo o censo nacional de 2000). O condado foi fundado em 1897.